# Lazy (canción de Suede)
«Lazy» es el cuarto sencillo del álbum Coming Up de la banda de Rock británica Suede, publicado el 7 de abril de 1997 por Nude Records. Al igual que ocurrió con los otros tres sencillos previos extraídos de este álbum, "Lazy" entró en el Top 10 de las listas británicas, llegando al número 9.

## Lista de canciones
Casete
1. «Lazy» (Brett Anderson)
2. «She» (live) (Anderson, Oakes)

CD1
1. «Lazy» (Anderson)
2. «These are the Sad Songs» (Anderson, Richard Oakes)
3. «Feel» (Anderson, Neil Codling, Simon Gilbert, Oakes, Mat Osman)

CD2
1. «Lazy» (Anderson)
2. «Sadie» (Anderson, Oakes)
3. «Digging a Hole (Codling)»